# بوونسمایلد
بوونسمایلد (به هلندی: Bovensmilde) یک منطقهٔ مسکونی در هلند است که در میدن-درنته واقع شده‌است. بوونسمایلد ۳٬۳۷۸ نفر جمعیت دارد.